# Độ mạnh của acid
Độ mạnh của acid liên quan đến xu hướng của một acid, được ký hiệu bởi công thức hóa học HA, có khả năng phân tách thành proton, H + và anion, A -. Sự phân ly của một acid mạnh trong dung dịch được thực hiện một cách hiệu quả, ngoại trừ trong các dung dịch đậm đặc nhất của nó.
HA → H + + A -
Ví dụ về acid mạnh là acid hydrochloric (HCl), acid perchloric (HClO 4), acid nitric (HNO 3) và acid sulfuric (H 2 SO 4).
Một acid yếu chỉ bị phân ly một phần, với cả acid không phân ly và các sản phẩm phân ly của nó có mặt, trong dung dịch, ở trạng thái cân bằng với nhau.
HA ⇌ H+ + A−.
Acid axetic (CH3COOH) là một ví dụ về acid yếu. Độ mạnh của acid yếu được định lượng bằng hằng số điện ly acid của nó, pKa.
Sức mạnh của một acid hữu cơ yếu có thể phụ thuộc vào các tác dụng phụ. Độ mạnh của acid vô cơ phụ thuộc vào trạng thái oxy (oxid) hóa đối với nguyên tử mà proton có thể được gắn vào. Độ mạnh của acid phụ thuộc vào dung môi. Ví dụ, hydro chloride là một acid mạnh trong dung dịch nước, nhưng là một acid yếu khi hòa tan trong acid axetic băng.

## Đo độ mạnh của acid
Thước đo thông thường về độ bền của acid là hằng số phân ly acid của nó (K a), có thể được xác định bằng thực nghiệm bằng phương pháp chuẩn độ. Acid mạnh có K a lớn hơn và một hằng số logarit nhỏ hơn (pK a   = =   − log  K a) so với acid yếu hơn. Acid càng mạnh thì càng dễ mất proton H +. Hai yếu tố quan trọng góp phần làm giảm sự khử nhiễu là sự phân cực của liên kết H hạng A và kích thước của nguyên tử A, yếu tố quyết định độ bền của liên kết H—A. Độ mạnh của acid cũng phụ thuộc vào độ ổn định của base liên hợp.